# Sepharial

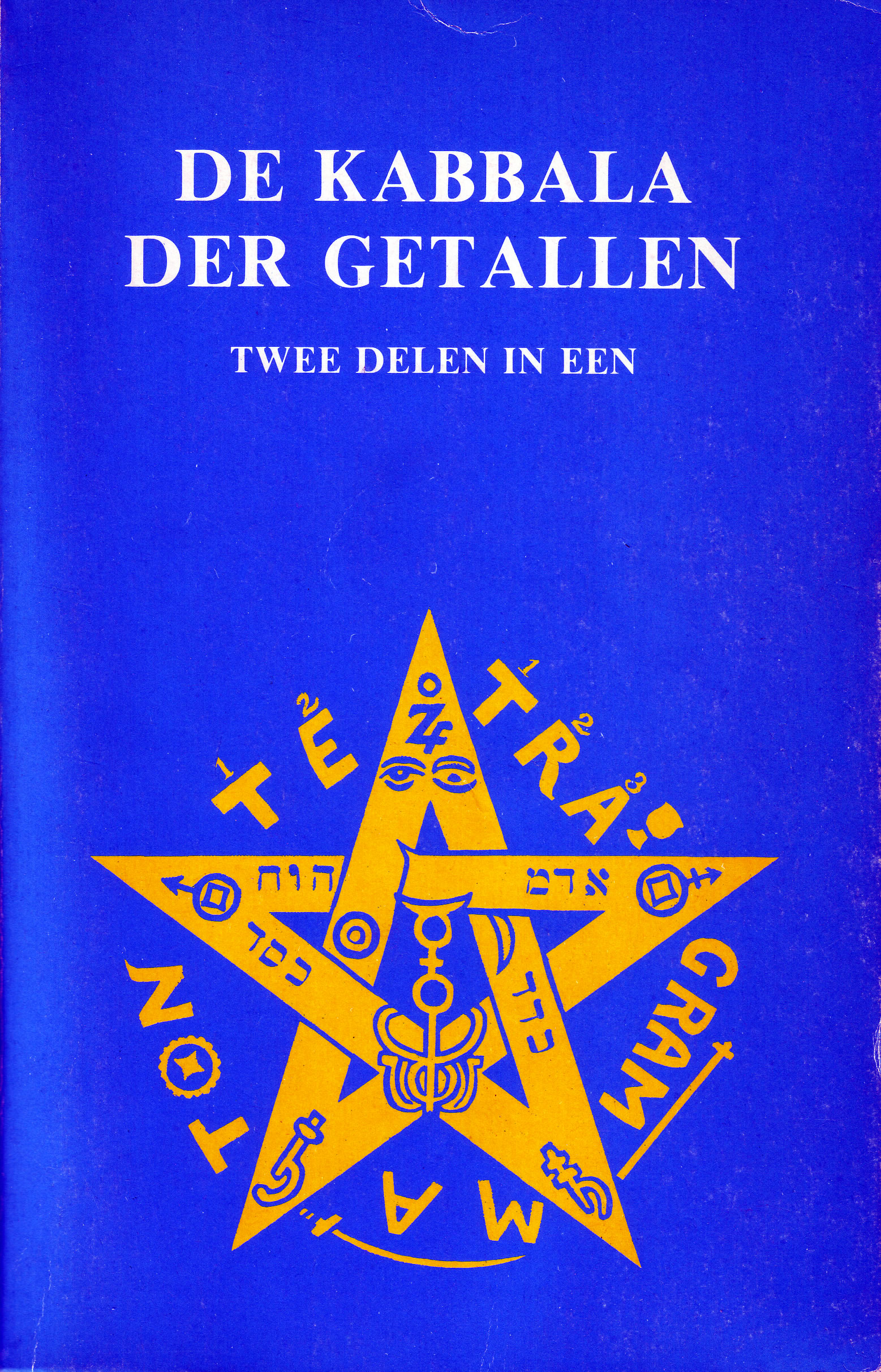
De kabbala der getallen van Sepharial uit 1913

Sepharial, alias van Walter Richard Old, die zijn naam later in Walter Gornold veranderde, Handsworth, 20 maart 1864 - Hove, 23 december 1929, was een 19e-eeuws Engels mysticus en astroloog.
Sepharial schreef diverse boeken over astrologie en numerologie. Hij was ook redacteur van de Old Moore's Almanac, die ook in de 21e eeuw nog verschijnt.

## Levensloop
Sepharial verdiepte zich in kabbala, oude talen, de westerse astrologie en numerologie. Vanaf 1886 werkte hij als astroloog voor de Society Times, waarin hij vragen van de lezers beantwoordde. In 1887, hij was toen 23, werd Sepharial toegelaten tot de "inner sanctum" van de Theosophical Society. Hij wordt beschouwd als medeoprichter van deze beweging in Engeland. Madame Blavatsky, met wie hij samenwoonde, noemde hem de Astral Tramp vanwege zijn gewoonte 's nachts astrologie te bedrijven.

## Nalatenschap
Sepharial werd bekend op het gebied van occultisme, astrologie en numerologie. Zijn geschriften hadden grote invloed op EH Bailey en Alan Leo, schrijvers die hij inwijdde in de beginselen van de theosofie. Hij kan als de eerste astroloog worden beschouwd, die de invloed van Lilith, de hypothetische tweede maan van de Aarde, in astrologische berekeningen meenam. Sepharial was erudiet en had ook meer kennis van wiskunde, astronomie en historische methodologie dan de meeste van zijn astrologische tijdgenoten. Sepharials Degrees of the Zodiac Symbolised schreef hij samen met Charubel. Veel van Sepharials boeken bestaan uit verzamelingen van essays, maar als schrijver had hij geen grote reputatie. Sepharial begon een aantal tijdschriften over astrologie, waarvan de meeste niet onder een breder publiek bekend werden.

## Boeken
Sepharial schreef boeken, waarvan de meeste zeldzaam zijn geworden, niet zijn herdrukt en moeilijk zijn te verkrijgen. Een overzicht:
- Kabalistic Astrology, 1894.
- The New Manual of Astrology in 4 delen, 1903.
- The Book Of The Simple Way gepubliceerd in 1904. Een vertaling van Laozi's boek Tao Te Ching.
- The Kabala of Numbers, 1911. moderne editie: ISBN 1-59605-404-2. over numerologie, in het Nederlands De kabbala der getallen - twee delen in een in de Zodiak reeks, geen ISBN, geen jaartal, geen colofon.
- Eclipses, 1915.
- Science of Foreknowledge, 1918.
- Transits and Planetary Periods, 1920.
- How to read the Crystal, 1922.
- New Dictionary of Astrology, herdrukt door Arco, New York in 1964.
- Astrology Explained.
- The Silver Key.
- Cosmic Symbolism.
- Degrees of the Zodiac Symbolised, met Charubel.
- Astrology and Marriage.

- Biblioteca Nacional de España: XX1163887
- Catàleg d'autoritats de noms i títols de Catalunya: 981058514086206706
- Gemeinsame Normdatei: 129296996
- International Standard Name Identifier: 0000 0000 8137 1743
- Library of Congress Control Number: n50048458
- Bibliotheek van het Japanse parlement: 00726730
- Nationale Bibliotheek van Tsjechië: mzk2009533931
- Nationale bibliotheek van Australië: 36531498
- Nationale Bibliotheek van Israël: 987007268085305171
- Nederlandse Thesaurus van Auteursnamen: 07112327X
- LIBRIS: 306481
- Système universitaire de documentation: 145428338
- Trove: 1276249
- Virtual International Authority File: 57688173